# 劉成都
劉成都，东平王刘宇之孙，桃乡顷侯刘宣之子，桃鄉侯劉立的兄弟。由于中山王刘衎做了皇帝，以他为中山王。前1年继位，大概在公元8年王莽篡汉建立新朝的时候被废除王位，贬为公，可能在位九年。妻子乃衛姬之姪女。公元9年，上书称赞王莽之德，被王莽封为列侯，赐姓王。
1. ↑  《漢書·諸侯王表》：元始元年二月丙辰，王成都以思王孫桃鄉頃侯宣子立，奉中山孝王後，八年，王莽篡位，貶為公，明年，獻書言莽德，封列侯，賜姓王。